# Concejo Cómo Vamos
Concejo Cómo Vamos es un área del programa Bogotá Cómo Vamos encargada de hacer seguimiento, monitorear y evaluar al Concejo de Bogotá. En el programa participan la Fundación Corona, la Casa Editorial EL TIEMPO, la Pontificia Universidad Javeriana y la Cámara de Comercio de Bogotá. Es además una herramienta de Control Social sobre la gestión pública, las entidades y los propios servidores públicos.

## Descripción del programa

### Objetivos
Concejo Cómo Vamos es una iniciativa de seguimiento y evaluación de la gestión pública en Colombia. Se enfoca en analizar el desempeño de los Concejos municipales y distritales en términos de planeación, gestión, resultados y participación ciudadana.
Esta iniciativa fue creada en el año 2008 en Bogotá y ha sido replicada en otras ciudades colombianas. El objetivo principal es contribuir al mejoramiento de la calidad de vida de los ciudadanos a través del fortalecimiento de la gestión pública y la promoción de la participación ciudadana en la toma de decisiones.
El Concejo Cómo Vamos realiza investigaciones, mediciones y monitoreo de indicadores de gestión pública, y promueve la rendición de cuentas y la transparencia en la administración pública. Además, busca facilitar el diálogo entre ciudadanos, concejales y la administración municipal para encontrar soluciones a los problemas locales y mejorar la calidad de vida de la población.
Busca promover la transparencia gubernamental y evaluar el desempeño institucional del Concejo de Bogotá como máxima autoridad administrativa de la Capital.  y de cada uno de los 45 Concejales de Bogotá. Tiene como objetivos principales:
- Controlar y realizar seguimientos del trabajo del Concejo.
- Evaluar el desempeño institucional del mismo.
- Informar a la comunidad y brindarle elementos de juicio para evaluar a sus representantes y el concejo como institución.

### Metodología
La evaluación incluye criterios y observaciones cuantitativas y cualitativas del desempeño de cada concejal de Bogotá.
- Un grupo de pasantes con formación en Ciencias Políticas hace el seguimiento al trabajo de la Corporación.
- Se observan entre otros parámetros: la asistencia a las sesiones, el nivel de participación de cada concejal en los debates, los proyectos presentados y su relevancia en la gestión ciudadana..
- Todos los datos recabados se vuelcan sobre un modelo que analiza: a) El impacto esperado de los proyectos; b) Los debates de control político realizados; c) La entrega oportuna de ponencias; d) La asistencia y permanencia en las sesiones; e) La profesionalización de las unidades de apoyo de cada Concejal, y f) Los resultados de una encuesta respondida por los propios Concejales acerca del desempeño de sus colegas.
- También se realiza una encuesta de aproximadamente 1500 personas, que mide la percepción de los ciudadanos acerca el Concejo y los Concejales, y que sirve para medir la forma en que la ciudadanía ve al Concejo de Bogotá.
- Las mediciones y encuestas se presentan en un boletín que se difunde mediante la prensa.

## Resultados publicados
El programa Bogotá Cómo Vamos publica informes públicos sobre el desempeño del Concejo y realiza foros y mesas de trabajo en los que participan expertos, funcionarios y ciudadanos. Estos informes se publican en la página principal de Bogotá Cómo Vamos, así como en el periódico EL TIEMPO y el canal de televisión local Citytv.